# Aurelio Tanodi
Aurelio Tanodi (Breznički Hum, Croacia; 1 de septiembre de 1914-Córdoba, Argentina; 14 de julio de 2011) fue un archivista, historiador y docente argentino de origen croata, fundador de la primera Escuela de Archiveros de Argentina y de América del Sur.

## Reseña biográfica
Desarrolló su trabajo pionero en la ciudad de Córdoba, Argentina, a través de sus labores como investigador, teórico y docente de archivología en la Universidad Nacional de Córdoba.
Nació en Hum en 1914, estudió Historia en la Universidad de Zagreb y fue nombrado en 1938 para los Archivos Municipales de Varaždin, y luego en 1940 para los Archivos Nacionales de Zagreb. Obligado a emigrar en 1945 a Austria y luego a Italia, reanudó sus estudios de derecho en Graz, y luego los de archivística en la Escuela de Paleografía, Diplomacia y Archivos del Archivo Apostólico Vaticano. Discípulo de Miho Barada, desarrolló su tesis doctoral sobre el tema la ciudad de Zagreb y a la obtención del título de “Regia Ciudad” el año de 1242. Se instaló en Argentina en 1948.
En 1953 fue elegido titular de paleografía y diplomática en la Universidad Nacional de Córdoba. Allí estableció, el 6 de mayo de 1959, la Escuela de Archivología, que dirigió hasta 1986, y la convirtió en el principal centro sudamericano de investigación de archivos.
Ocupó el cargo de Director del Centro Interamericano de Desarrollos de Archivos (1972-1988), auspiciado por la Organización de Estados Americanos, e inició la serie bibliográfica Collectanea archivística. Posteriormente, a través del Centro Interamericano de Desarrollo, se publicó el Boletín Interamericano de Archivos —luego denominado Anuario Interamericano de Archivos—, distribuido por todo el mundo y, en su momento, única publicación periódica a nivel internacional de la Universidad Nacional de Córdoba.
En 1971 fue nombrado Académico Correspondiente de la Academia Nacional de la Historia de la República Argentina.

## Obras
- "Najstariji dokumenat varazdinske povijesti" ("El documento más antiguo de historia de Varazdin"), Hrvatsko jedinstvo 78, Varazdin, 8. 1939.[4]
- "Grb grada Varazdina" ("El Escudo de la ciudad de Varazdin), Hrvatsko jedinstvo 115, Varasdin, 8.[4]
- Ediciones de documentos históricos. Córdoba (Argentina): Universidad Nacional de Córdoba. Dirección General de Publicidad. 1954. OCLC 1025732869. Serie Cuaderno de historia, 29.
- Comienzos de la función notarial en Córdoba: reseña histórica y notas sobre diplomática, paleografía y cronología. Córdoba (Argentina): Universidad Nacional de Córdoba, Instituto de Estudios Americanistas. 1956. OCLC 912695902.
- Nomenclador huarpe-puelche-pehuenche. Córdoba (Argentina): Universidad Nacional de Córdoba. 1958. OCLC 51910328.
- El Concepto de archivología. Santa Fe (Argentina): Universidad Nacional del litoral: Departamento de Pedagogía Universitaria. 1960. OCLC 493624666.
- Notas sobre archivos y archivología. Córdoba (Argentina): Universidad Nacional de Cordoba. 1960. OCLC 614919513.
- Manual de archivología hispanoamericana: teorías y principios. Córdoba (Argentina): Universidad Nacional de Córdoba. 1961. OCLC 836616674.
- "Primera Reunión Interamericana sobre Archivos", Archivum, v. XI. París. 1961. OCLC 19349631.
- Interpretación paleográfica de nombres indígenas. Córdoba (Argentina): Revista del Instituto de Antropología. s.f. OCLC 883147391.
- Reuniones archivísticas. Córdoba (Argentina): Universidad Nacional de Córdoba. 1962?. OCLC 17552989.
- Los archivos y la investigación en historia social y económica, Primera Reunión Argentina de Historia Social y Económica. Córdoba (Argentina): Universidad Nacional de Córdoba, Instituto de Ciencias Económicas. 1963. OCLC 5895766947.
- Publicación de auxiliares archivísticos de las investigaciones. Córdoba (Argentina): Universidad Nacional de Córdoba, Facultad de Filosofía y Humanidades, Escuela de Archivología. 1968. OCLC 19009124.
- Simposio sobre la Función de los Archivos y de la Paleografía en las Investigaciones Indigenistas, Antropológicas, Económicas y Sociales XXXVII Congreso Internacional de Americanistas. Universidad Nacional de Córdoba, Facultad de Filosofía y Humanidades, Escuela de Archivología. 1967. OCLC 253569806.
- Los archivos de la Patagonia y La Pampa. Córdoba (Argentina): Universidad Nacional de Córdoba, Facultad de Filosofía y Humanidades, Escuela de Archiveros. 1967. OCLC 66097799.
- Guía de los archivos de Córdoba. Córdoba (Argentina): Universidad Nacional de Córdoba, Facultad de Filosofía y Humanidades, Escuela de Archiveros. 1968. OCLC 253708788.
- Organización archivística en los Estados Unidos. Córdoba (Argentina): Universidad Nacional de Córdoba. 1968. OCLC 19009076.
- Acerca de los Archivos Jurídicos. Buenos Aires: Imprenta de la Universidad de Buenos Aires. 1969. OCLC 491562407.
- Paleografía, archivística y los estudios históricos en la Argentina. Buenos Aires: Academia Nacional de Historia. 1972. OCLC 491795735.
- Grafística. Córdoba (Argentina): Universidad Nacional de Córdoba. 1973. OCLC 491688228.
- El oficio notarial y su implantación en Cordoba. Córdoba (Argentina): Colegio de Escribanos de la Provincia de Córdoba. 1974. OCLC 491788744.
- Esfuerzos de asistencia archivística para el mundo en desarrollo. Córdoba (Argentina): Consejo Internacional de Archivos. 1976. OCLC 7312393. Presentado al VIII Congreso Internacional de Archivos, y publicado abreviado en el Boletín Interamericano de Desarrollo de Archivos, (B.I.A.), Archivum y en Archivos hoy.
- Inventarios, catálogos e índices. Córdoba (Argentina): Centro Interamericano de Desarrollo de Archivos. 1978. OCLC 906317736.
- Archival Training in Latin America. (s.d.): UNESCO Journal of Information Science, Librarianship and Archives Administration, v1 n2 p112-23. 1979. OCLC 425685480.
- En torno a los estudios diplomáticos hispanoamericanos. Ciudad de México: Archivo General de la Nación. 1980. OCLC 948089659.
- Hacia un universalismo informativo. Córdoba (Argentina): Centro Interamericano de Desarrollo de Archivos. 1980. OCLC 906318001.
- Publicaciones Periódicas  Archivísticas de América Latina, Revista de la UNESCO de ciencia de la información, bibliotecología y archivología, v. III, Nº 2. París: UNESCO. 1981. OCLC 940421840.
- Notas sobre la planificación del sistema de archivos de Venezuela. Caracas: Comisión Coordinadora del Sistema Nacional de Servicios de Bibliotecas e Información Humanística, de Información Científica y Tecnológica, de Archivos y de Estadística e Informática. 1981. OCLC 48297188.

- Descripción y catalogación. Santiago de Chile: Programa de Naciones Unidas para el Desarrollo. 1982. OCLC 17841643.
- Introducción a la ordenación y clasificación. Córdoba (Argentina): Centro Interamericano de Desarrollo de Archivos. 1983. OCLC 906318013.
- La Situación (status) de archiveros en relación con otros profesionales de información en la administración publica de América Latina, un estudio RAMP. París: UNESCO. 1985. OCLC 920196028.
- La situación de los archivos iberoamericanos, Jahrbuch für Geschichte von Staat, Wirtschaft und Gesellschaft Lateinamerikas, Band, (v.) 24. Viena: Gohlan Verlag. 1987. OCLC 5497324085.
- Temas archivísticos: reedición de algunos trabajos. Córdoba (Argentina): Centro Interamericano de Desarrollo de Archivos. 1992. OCLC 948062685.
- Algunos nociones de archivología. Lima: Fondo Pro Archivo. 2004. OCLC 76063840.
- Manual de archivología hispanoamericana: teorías y principios. Córdoba (Argentina): Editorial Brujas. 2010. OCLC 1120634849.
- Documentos de la Real Hacienda de Puerto Rico. San Juan (Puerto Rico): Academia Puertorriqueña de la Historia. 2010. OCLC 696601880.

## Reconocimientos
Recibió el título de Doctor Philosophiane Honoris Causa, otorgado por la Universidad de Colonia (Köln, República Federal de Alemania), en 1984.
"Miembro honorífico" de la Asociación Latinoamericana de Archivos, designado en 2000.
En el marco del 5° Congreso de Archivología del MERCOSUR realizado en 2003, se estableció el 1 de septiembre, día del nacimiento de Aurelio Tanodi, como el “Día del Archivero del MERCOSUR”.
"Socio honorario" de la Asociación Uruguaya de Archivólogos, distinción entregada en el marco del VIII Congreso de Archivología del Mercosur (Montevideo, 2009).
En su honor, una calle de San Salvador de Jujuy lleva su nombre.